# 平竹耕三
平竹 耕三（ひらたけ こうぞう、1959年1月14日 - ）は、日本の学者、政治活動家。元京都産業大学文化学部京都文化学科教授。京都市中京区出身。

## 経歴
京都市中京区で生まれ、幼少期を広島で過ごした。小学6年生から再び中京区に戻り、京都市役所に勤務。文化行政に従事し、文化市民局長、文化芸術政策監など歴任。ロームシアター京都や京都市京セラ美術館のオープンに力を尽くし、ロームシアター京都では初代館長を務めた。また、祇園祭後祭の復興、大政奉還150周年記念プロジェクト、東アジア文化都市事業などにも尽力した。2019年に定年退職。
京都産業大学文化学部京都文化学科での教授としての専門分野は観光、文化、まちづくり、地方行政。2020年9月には能登半島を訪れたが、その後2024年元旦に発生した大地震による被害に心を痛め、地域復興に携わるようになった。その他にも、日本各地の被災地を訪れ、震災や公害による影響を目の当たりにし、それらの問題解決に向けた取り組みを続けている。

### 政治活動家として
立憲民主党により、第50回衆議院議員総選挙で京都1区に平竹を擁立する方針を固めたことが京都新聞により報じられた。「京都からまっとうな政治」「人が大切にされる政治」「文化で国づくり」「大学授業料の無償化・軽減や奨学金返済支援」などを訴えたが、小選挙区では3位に終わり、比例復活もならず落選。

## 学歴
- 京都市立堀川高等学校卒業
- 京都大学法学士[1]
- 龍谷大学博士（経済学）[7]

## 著書
- 『コモンズとしての地域空間 共用の住まいづくりをめざして』コモンズ、2002年4月。ISBN 4-906640-51-6。
- 『コモンズと永続する地域社会』日本評論社、2006年10月。ISBN 4-535-55506-0。
- 『自治体文化政策 まち創生の現場から』学芸出版社、2016年3月17日。ISBN 978-4761526177。

### 共著
- 『京の花街 ひと・わざ・まち』日本評論社、2009年4月。ISBN 978-4-535-58561-4。（太田達 共編著）

## 選挙歴
| 当落 | 選挙                   | 執行日         | 年齢 | 選挙区      | 政党       | 得票数    | 得票率 | 定数 | 得票順位 /候補者数 | 政党内比例順位 /政党当選者数 |
| ---- | ---------------------- | -------------- | ---- | ----------- | ---------- | --------- | ------ | ---- | ------------------ | ---------------------------- |
| 落   | 第50回衆議院議員総選挙 | 2024年10月27日 | 65   | 京都府第1区 | 立憲民主党 | 3万6232票 | 18.31% | 1    | 3/7                | 9/4                          |